# Krowiak (Wzgórza Gilowskie)
Krowiak (397 m n.p.m.) – wzniesienie Przedgórza Sudeckiego w południowo-wschodniej części Wzgórz Gilowskich.
Wzgórze położone na terenie gminy Niemcza w pobliżu Byszowa, Gilowa i miasta Piława Górna w powiecie dzierżoniowskim.
Wzgórze, zbudowane z gnejsów i łupków z okresu młodego proterozoiku, jest porośnięte lasem mieszanym. W niższych partiach występują grunty rolne. U podnóża góry, od strony Piławy Górnej, biegną tory kolejowe linii Kamieniec Ząbkowicki – Jaworzyna Śląska.